# Friedrich-Karl von Plehwe
Friedrich-Karl Albrecht von Plehwe (* 25. April 1912 in Langfuhr bei Danzig; † 1. Dezember 1998) war ein deutscher Offizier, Diplomat und Schriftsteller. Plehwe wurde vor allem bekannt als Generalsekretär der Westeuropäischen Union in den Jahren 1974 bis 1977.

## Leben und Wirken
Plehwe entstammte einer jüngeren preußischen Adelsfamilie. Seine Vorfahren waren Landwirte, Juristen und Offiziere. Sein Großvater war der General Carl Siegfried von Plehwe. Seine Eltern waren der Generalmajor Gustav von Plehwe und Erna von Hatten, Tochter der Margarete Bleyhoffer und des Oberstleutnants Hardinak von Hatten. Plehwe hatte drei Schwestern.
Nach dem Besuch des humanistischen Wilhelm-Gymnasiums in Königsberg schlug Plehwe 1930 die Offizierslaufbahn (Kavallerie) in der Reichswehr ein. 1933 wurde er zum Leutnant und 1939 zum Rittmeister und Regimentsadjutanten befördert. Am 6. Oktober 1936 wurde er zum Regimentsadjutanten beim 3. Kavallerie-Regiment ernannt. Am 26. August 1939 wurde er dem Stab der 19. Infanterie-Division zugeteilt. Vor 1940 wurde der Offizier mit seinen Eltern Mitglied der Landesabteilung Ostpreußen der Deutschen Adelsgenossenschaft.
Bereits 1936 hatte Plehwe in Müglenz Anneliese Nette, Gutsherrin auf Müglenz bei Wurzen, geheiratet. Sie war die Tochter von Georg Nette-Müglenz-Wörbzig und der Charlotte Edeling. Anneliese und Friedrich-Karl bekamen 1941 die Tochter Astrid und 1945 den Sohn Carl (Carl Georg). 
Im Anschluss an die Teilnahme an einen Generalstabslehrgang vom 7. April 1940 bis zum 14. Juni 1940 wurde Plehwe im Herbst 1940 zum Generalstabsoffizier ernannt: von Ende 1940 bis Herbst 1943 war er Gehilfe von Enno von Rintelen, dem Militärattaché an der deutschen Gesandtschaft in Rom. Danach wurde er dem Stab der 719. Infanterie-Division (Ia in Vertretung) in den besetzten Niederlanden zugeteilt, wo er bis zum September 1944 blieb. Während dieser Zeit wurde er am 1. Juli 1944 zum Oberstleutnant befördert.
Im April 1945 geriet Plehwe in amerikanische Gefangenschaft, aus der er aber bereits nach kurzer Zeit wieder entlassen wurde. Im Herbst desselben Jahres begann er mit dem Studium der Rechts- und Staatswissenschaften sowie der Neuen Geschichte an der Universität Göttingen. 1949 promovierte er dort mit einer völkerrechtlichen Arbeit zur "mehrfachen Staatsangehörigkeit" zum Dr. jur.
Nach einer zweijährigen Tätigkeit in der Exportwirtschaft wurde Plehwe 1951 in den Auswärtigen Dienst aufgenommen. Von 1952 bis 1962 wurde er als Diplomat in Paris verwendet, zuletzt als Botschaftsrat und als ständiger Vertreter des deutschen Botschafters bei der NATO. Anschließend war er in der Politischen Abteilung des Auswärtigen Amtes in Bonn tätig, bevor er 1968 zur Westeuropäischen Union nach London entsandt wurde, wo er als Botschafter und stellvertretender Generalsekretär, ab 1974 als amtierender Generalsekretär bis zu seiner Pensionierung 1977 verblieb.
Seit den 1960er Jahren tat Plehwe sich zudem durch die Veröffentlichung einiger zeitgeschichtlicher Publikationen, darunter einer Biographie des Generals und Reichskanzlers Kurt von Schleicher, hervor.

## Schriften
- Völkerrechtliche Probleme der Staatsangehörigkeit unter besonderer Berücksichtigung der Auswirkung mehrfacher Staatsangehörigkeit auf Drittstaaten. 1948 (Dissertation).
- Schicksalsstunde in Rom. Ende eines Bündnisses. 1967.
- Die Überflutungen in den Niederlanden im Jahre 1944. In: VjhZG 15, 1967, S. 403–411.
- Internationale Organisationen und die moderne Diplomatie. 1972.
- Reiter, Streiter und Rebell. Das ungewöhnliche Leben des General Ernst-Günther Baade. 1976. (Später wiederveröffentlicht als Das eigenständige Leben des Generals Ernst-Günther Baade. Sein nachdenklicher Abschied von der Obrigkeit. 1998).
- Als die Achse zerbrach. Das Ende des deutsch-italienischen Bündnisses im Zweiten Weltkrieg. 1980.
- Reichskanzler Kurt von Schleicher. Weimars letzte Chance gegen Hitler. Esslingen a. N. 1983.
- Blick durch viele Fenster. Erinnerungen 1919–1978. Verlag Frieling, Berlin 1992.

## Genealogie
- Hans Friedrich von Ehrenkrook, Friedrich Wilhelm Euler, Jürgen von Flotow: Genealogisches Handbuch der Adeligen Häuser. B (Briefadel). 1956. Band II, Band 12 der Gesamtreihe GHdA, Hrsg. Deutsches Adelsarchiv, C. A. Starke Verlag, Glücksburg/Ostsee 1956, ISSN 0435-2408, S. 306–311.